# Галлямов, Тимур Фанилевич
Тимур Фанилевич Галлямов (род. 13 мая 1980, Казань) — российский самбист и дзюдоист, чемпион и призёр чемпионатов России по самбо, чемпион мира по самбо, обладатель Кубка России по самбо, Заслуженный мастер спорта России по самбо, мастер спорта России по дзюдо. Директор МАУ «СШ Единоборств», город  Верхняя Пышма Свердловской области.

## Биография
Тимур Фанилевич Галлямов родился 13 мая 1980 года в городе Казани Татарской АССР, ныне город — административный центр Республики Татарстан.
Окончил музыкальную школу. Играет на баяне и балалайке.
Начал заниматься самбо в 12 лет в ДЮСШ города Октябрьский Республики Башкортостан. Его первым тренером был Александр Георгиевич Потапов. В школьные годы многократный победитель и призёр первенств города и республики, бронзовый призёр первенства России среди школьников, третье место среди кадетов Российской Федерации, победитель и призёр Всероссийских турниров.
После школы поступил в технический лицей в городе Октябрьском. Был зачислен в Школу высшего спортивного мастерства. Его тренером стал Роберт Гумарович Залеев. В 1999 году выполнил норматив мастера спорта России. В 2000 году стал бронзовым призёром молодёжного первенства России во Владимире.
В 2000 году переехал в Верхнюю Пышму. Там стал работать спортсменом-инструктором спортивного клуба «Уралэлектромедь». Его тренерами были: Валерий Глебович Стенников, Александр Николаевич Мельников и В. П. Парфёнов.
Поступил на физкультурный факультет Шадринского государственного педагогического института на заочное отделение, который окончил. Неоднократно становился чемпионом и призёром чемпионатов Уральского Федерального округа.
В 2001 году стал бронзовым призёром Кубка России и был включён в состав сборной команды России. В 2003 году ему было присвоено звание мастер спорта России международного класса. В 2008 году стал Заслуженным мастером спорта России.
3 февраля 2017 года стал директором муниципального автономного учреждения спортивная школа №2 муниципального района Туймазинский район Республики Башкортостан, город Туймазы Республики Башкортостан.
11 августа 2021 года стал директором муниципального автономного учреждения «Спортивная школа Единоборств», город  Верхняя Пышма Свердловской области.

## Награды и звания
- Заслуженный мастер спорта России по самбо, 2008 год
- Мастер спорта России международного класса по самбо, 2003 год
- Мастер спорта России по дзюдо, 2004 год
- Мастер спорта России по самбо, 1999 год

## Спортивные результаты

### Самбо
- Победитель и призёр многих всероссийских и международных турниров:
- Чемпионат мира по самбо 2006 года — ;
- Чемпионат мира по самбо 2007 года — ;
- Чемпионат мира по самбо 2008 года — ;
- Чемпионат Азии по самбо 2004 года — ;
- Чемпионат России по самбо 2003 года — ;
- Чемпионат России по самбо 2004 года — ;
- Чемпионат России по самбо 2006 года — ;
- Чемпионат России по самбо 2007 года — ;
- Чемпионат России по самбо 2008 года — ;
- Кубок России по самбо 2001 года — ;
- Кубок России по самбо 2002 года — ;
- Кубок России по самбо 2003 года — ;
- Первенство России по самбо среди юниоров 2000 года —

### Дзюдо
- Чемпионат азиатской части России 2004 года — . Одержав эту победу, он выполнил норматив мастера спорта по дзюдо.